# Клаудія Грігореску
Клаудія Лаура Грігореску (рум. Claudia Laura Grigorescu, нар. 6 січня 1968) — румунська фехтувальниця на рапірах, бронзова призерка Олімпійських ігор 1992 року, чемпіонка світу.

## Виступи на Олімпіадах
| Олімпіада      | Дисципліна           | Місце |
| -------------- | -------------------- | ----- |
| Барселона 1992 | індивідуальна рапіра | 12    |
| Барселона 1992 | командна рапіра      | 3     |